# Sociedad Chilena de Física
La Sociedad Chilena de Física (SOCHIFI) es una sociedad científica chilena cuya finalidad es la de estimular la investigación científica en el campo de la física y ciencias afines, la divulgación de esta disciplina y el contacto de las personas que tengan como ocupación primordial la práctica de estas ciencias. Durante 2020 su presidente es el Dr. Luis Huerta, académico de la Universidad de Talca.
SOCHIFI fue constituida oficialmente el 9 de diciembre de 1965 por el decreto 26.310, publicado en el Diario Oficial del Ministerio de Justicia. Entre sus actividades más importantes se encuentran las Olimpiadas Chilenas de Física, y los Simposios Chilenos de Física que se efectúan cada dos años en diversas regiones del país. Desde el año 2000 SOCHIFI ha publicado los boletines de la Sociedad Chilena de Física, que pretende abarcar toda la variedad de temas pertinentes al desarrollo profesional de esta disciplina en Chile.

## Historia
Hacia fines de 1950, físicos chilenos, entre ellos Jan van Loef, Naum Joel, Jacobo Rapaport, Leopoldo Muzzioli de la Universidad de Concepción, y Arnold Keller de la Universidad Técnica Federico Santa María comenzaron a gestar esta sociedad, que fue constituida de manera oficial el 9 de diciembre de 1965.
Por aquellos años la Sociedad organizaba anualmente los Congresos de la Sociedad Chilena de Física, precursores de los actuales Simposios, entre los que se destaca el realizado de 1967 en la actual Facultad de Ciencias Físicas y Matemáticas de la Universidad de Chile, el de 1968 de la FC, el de 1969 en la UTFSM y el de 1970 en la UDC. En los Congresos de SOCHIFI participaron reconocidos físicos del ambiente sudamericano e internacional, lo que destacó el trabajo disciplinar más allá de las fronteras de Chile. Esta actividad permanente y creciente de SOCHIFI, unida al egreso de los primeros licenciados en física del país y a la emergencia de las primeras publicaciones de origen chileno, marcaron el comienzo de la profesionalización de esta disciplina.

## Tipos de Socios
De acuerdo a los estatutos de la Sociedad Chilena de Física existen tres categorías de socios.
- Socios activos, que serán aquellas personas cuya actividad fundamental sea la investigación científica en Física y ciencias afines, y aquellas dedicadas a la enseñanza superior de estas disciplinas, que contribuyan de manera directa al desarrollo de la investigación científica.

- Socios adherentes, que serán aquellos que sin cumplir con los requisitos de socio activo, estén directamente vinculados a la Física y ciencias afines a través de la enseñanza y el estudio, como ser, profesores de Enseñanza Media y estudiantes universitarios, exigiéndose haber cursado estudios regulares por lo menos durante dos años académicos.

- Socios honorarios, que serán aquellos distinguidos científicos, chilenos o extranjeros, que hayan aportado a Chile una contribución valiosa al desarrollo de la Física y ciencias afines.

## Presidentes
| fecha     | nombre              | organización                    |
| --------- | ------------------- | ------------------------------- |
| 2017-2019 | Luis Huerta         | Universidad de Talca            |
| 2015-2017 | Gonzalo Gutiérrez   | Universidad de Chile            |
| 2013-2015 | Fabiola Arévalo     | Universidad de La Frontera      |
| 2010-2013 | Rafael Benguria     | P Universidad Católica de Chile |
| 2008-2010 | Juan Carlos Retamal | Universidad de Santiago de      |
| 2005-2008 | Leopoldo Soto       | Comisión Chilena de Energía     |
| 2003-2005 | Leopoldo Soto       | Comisión Chilena de Energía     |
| 2001-2003 | Juan Carlos Retamal | Universidad de Santiago de      |
| 1998-2001 | Miguel Kiwi         | P Universidad Católica de       |
| 1995-1998 | Hernan Chuaqui      | P Universidad Católica de       |
| 1993-1995 | Sergio Hojman       | Universidad de Chile            |
| 1991-1993 | Eugenio Vogel       | Universidad de La Frontera      |
| 1989-1991 | Rafael Benguria     | P Universidad Católica de       |
| 1987-1989 | Miguel Kiwi         | P Universidad Católica de       |
| 1985-1987 | Francisco Claro     | P Universidad Católica de       |
| 1983-1985 | Luis Gomberoff      | Universidad de Chile            |

## Olimpiada de Física
La Olimpiada Chilena de Física es una de las principales actividades impulsadas por la SOCHIFI con objetivo de contribuir al desarrollo de la Física en Chile. La Olimpiada se realiza en Chile desde el año 1986 fecha en que empezó como una actividad regional en Concepción. Tiempo después, en 1991 se llevó a cabo en la misma ciudad la Primera Olimpiada Nacional de Física y a partir de ese año en diferentes lugares del país como Antofagasta, La Serena, Santiago y Temuco. Desde 2003, la Olimpiada Chilena de Física cuenta con el patrocinio de la Sociedad Chilena de Física.
Las Olimpiadas han contado con el esfuerzo de innumerables miembros de la comunidad académica chilena. Se realizan cada año y convocan a estudiantes de tercero y cuarto medio que compiten en tres etapas. 
- Etapa local, que se realiza en cada colegio, seleccionando alumnos para la etapa regional.

- Etapa Regional, en donde se seleccionan alumnos por región. Esta etapa es organizada por Departamentos de Física y/o Facultades de Ciencias a lo largo del país.

- Etapa final, en la cual estudiantes compiten por la medalla de oro, plata y bronce, en una prueba teórica y una prueba experimental. Además, se premia a la mejor prueba teórica y a la mejor prueba experimental. Se ha realizado en Santiago, regiones y en línea.[6]

Los seleccionados en la Olimpiada Chilena de Física representan a Chile en la Olimpiada Iberoamericana de Física.

## Relaciones Internacionales
SOCHIFI es sociedad miembro de las siguientes organizaciones de física internacionales
- Unión Internacional de Física Pura y Aplicada[7]
- Federación Iberoamericana de Sociedades de Física[8]
- Federación Latinoamérica de Sociedades de Física (FELASOFI)[9]

SOCHIFI tiene convenios o relaciones con las siguientes organizaciones de física internacionales
- Centro Latinoamericano de Física (CLAF)
- American Physical Society (APS)
- Institute Of Physics (IOP)